# Magic Tour (альбом)
Magic Tour (MT рус. «Магическое путешествие») — альбом евродэнс музыки, вышедший в 1994 году. Идея создания такого альбома принадлежит Юрию Чернавскому. Он же был продюсером, аранжировщиком и автором ряда песен на этом сборнике. Это был первый альбом eurodance музыки, на уровне европейского современно-существующего жанра, исполненный на английском языке, с участием русского исполнителя.

## История создания альбома
Запись диска была произведена в 1994-м году в Берлине, Германия. Чернавский пригласил в Германию на пробу неизвестного исполнителя Андрея (который получил «ник» ЛEHNH). Но работа продвигалась столь успешно, что команда, участвующая в записи, приняла решение записать целый альбом.
Чернавский в то время был вместе c Брюсом Хаммондом совладельцем компании «How’s That» Music Production, и уже было накоплено много материала, который и решили использовать в этом альбоме. Позже к продакшену присоединилась и компания «Pikosso Rесоrds». Альбом был выпущен 14 июля 1994 года в России американским лейблом «MAX-C International Inc.» с помощью известного деятеля искусств и спорта Давида Рудмана, и он мгновенно разошёлся по диско-клубам страны.
К восторгу авторов, российская молодёжь, танцевавшая исключительно евродэнс, так и не сообразила, что эта музыка производства россиян — её приняли, как привычные европейские дэнс-хиты. Более того, DJ в клубах отказывались верить, что это спето русским молодым пареньком. Такое же недоверие к этому факту сохранилось и до сих пор — СМИ мрачно молчали и молчат, а в России давно привыкли к тому, что «если на заборе что-то не написано — не верь глазам своим…» Правда, в Петербурге сняли приличный стильный клип на зонг Ю. Чернавского — «Mister Ree» («Mystery»), но и это не помогло публике поверить в происходящее.
Случилось так, что в России это был единственный с 1994 по 2007 годы альбом в стиле евродэнс, выпущенный на английском языке.

## Участники записи
- Юрий Чернавский (продюсер, автор, голос, аранжировки, запись)
- Брюс (Bruce Hammond Earlam) (голос, автор, тексты)
- Бонго (Douglas Wilgrove) (голос, автор, ударные)
- Андрей (ЛEHNH) (голос, Россия)
- Семира (Samira), (голос, Берлин, Германия)
- Коффи (Koffy), (голос, Африка)
- Смай Линг (Smie Ling) (рэп, Нью-Йорк, США)
- Деймон Чернавский (компьютерная графика)
- По лицензиям: How’s That Music Production. Hmbh / Pikosso Records. Hmbh
- Производство: MAX-C International, Inc.

## Список композиций
- 1 Mystery (Mister Ree)
- 2 Get up an Dance
- 3 Uula-la-la
- 4 Allah
- 5 Drive my Heart
- 6 Can I feel you
- 7 Magic Tour
- 8 Force of Power
- 9 We Ain’t Back
- 10 At your Desire
- 11 Tombola no.11
- 12 4 Tea For You

## Интересные факты
Москва 1994 год. Чернавский пригласил Андрея выступить в фешенебельном клубе на Красной Пресне.

…Парень вышел и, танцуя, исполнил «в живую» сонг «Mister Ree». Молодёжь веселилась, но страшно возмущалась — что это за выскочка, который нахально поёт под иностранную фонограмму европейские хиты!!! Объявление номера публика просто проигнорировала…

(Из воспоминаний Ю. Чернавского (Эпилог)) 